# アファネランマ
アファネランマ（学名：Aphaneramma）は、前期三畳紀に世界各地で繁栄していた、絶滅した分椎目の属。化石はパキスタン、マダガスカル、ロシア、モンゴル、ノルウェーのスヴァールバル諸島から産出している。海水域における中型捕食者であったが、淡水域や汽水域からも知られている。頭蓋骨長は約40センチメートルで、インドガビアルと同様に細長く伸び、水の抵抗の軽減に寄与した。顎には細かい歯が並んでおり、魚食性への適応とされる。

## 特徴
以下のような特徴がある。これらはトレマトサウルス科全般に共通するものである。
- 完全な水生。外見は魚食性のワニであるガビアルによく似ている。
- 幅の狭く丈の高い頭骨と魚を捕えるのに適した細長い吻部を持ち、発達した側線系と小さな四肢がある。
- 椎骨は、この時期の迷歯類に典型的に見られる全椎型（単純な形の間椎心のみからなる）ではなく、対を成す側椎心という原始的なラキトム型の特徴を留めていた。
- トレマトサウルス科は三畳紀後期にはもう見られなくなった。近年中国の新疆ウイグル自治区でこの科に属する可能性がある化石が発掘された。もしそうならば、トレマトサウルス科はジュラ紀中期〜後期まで存続したことになる[7]。こうした両生類の残存勢力は、オーストラリア南極大陸に生息したクーラスクスに共通するところがある。